# Говори правду
«Говори́ пра́вду» (бел. Гавары праўду) — белорусская общественная организация, существовавшая с 2017 по 2021 годы. Ей предшествовала кампания с аналогичным названием, начатая 25 февраля 2010 года исследовательско-просветительским учреждением «Движение вперёд» и поддержанная рядом общественных деятелей.
Первоначально лидером «Говори́ пра́вду» стал белорусский поэт Владимир Некляев. Долгое время целью кампании декларировался сбор и распространение реальной информации о положении дел в обществе и государстве, и лишь спустя полгода Некляев объявил реальную цель кампании — победа на предстоящих президентских выборах.
Кампания стала базой для выдвижения Владимира Некляева кандидатом на президентских выборах 2010 года и продолжилась после их завершения.
В 2020 году один из лидеров организации Андрей Дмитриев выдвигал кандидатуру на президентских выборах. По официальным данным получил 1,21 % голосов.
8 октября 2021 года организация была закрыта решением Верховного суда по иску Министерства юстиции.

## Начало кампании

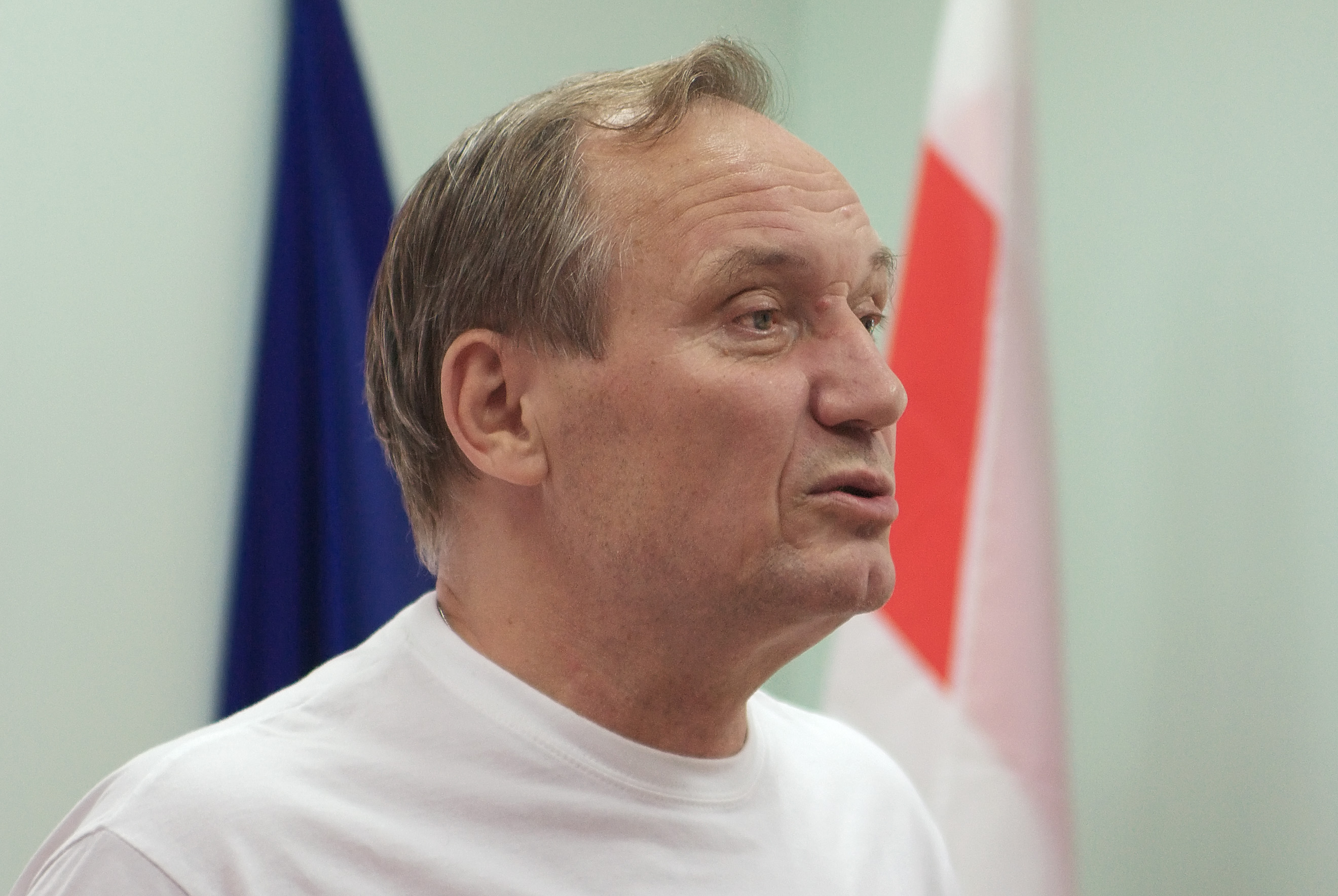
Первый лидер «Говори правду» поэт Владимир Некляев

Впервые идея кампании была озвучена 24 февраля 2010 года на праздновании 75-летнего юбилея народного поэта Беларуси Рыгора Бородулина. Тогда Владимир Некляев сказал:
Нельзя жить по законам лжи. Нужно говорить правду, бороться за правду - и правда победит!
25 февраля Владимир Некляев обнародовал обращение к гражданам Республики Беларусь «Скажем правду вместе». К этому обращению присоединились историк и правозащитник Татьяна Протько, учредитель фонда «Детям Чернобыля» профессор Геннадий Грушевой, председатель Белорусской ассоциации журналистов Жанна Литвина, академик Радим Горецкий, народная артистка Беларуси Зинаида Бондаренко, международный гроссмейстер по шахматам Виктор Купрейчик, поэты Геннадий Буравкин и Рыгор Бородулин, политолог Александр Федута.
Пресс-конференция организаторов кампании состоялась в минской гостинице Crowne Plaza.
Как заявил Некляев:
Цель кампании — пробудить белорусское общество, которое живёт в условиях обмана и как бы не замечает его

## Хронология

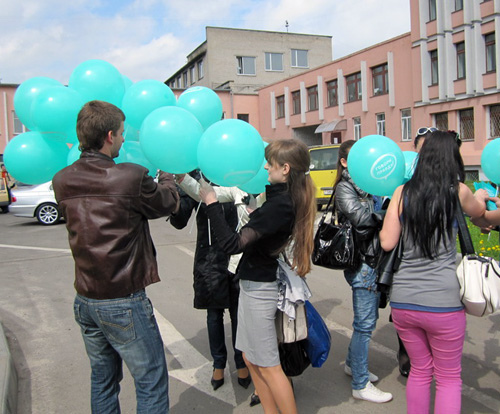
Раздача символики в Бресте

### 2010 год

#### Акции

##### Открытка «Говори правду!»
Первой акцией стала массовое распространение открыток с логотипом кампании, в которых гражданам предлагалось написать о местных проблемах в Администрацию президента Беларуси. Одновременно Владимир Некляев и другие активисты кампании организовали ряд поездок по стране, в рамках которых проводились встречи с населением по обсуждению волнующих людей проблем. В некоторых случаях привлечение внимания и гласное обсуждение помогло решить те или иные местные вопросы или, по крайней мере, активизировать их решение.
6 марта 2010 года в Минске у активистов кампании было изъято без составления протокола 9 тысяч открыток с логотипом кампании. По словам активистов, их машина была остановлена сотрудниками дорожно-патрульной службы. После проверки документов милиционеры потребовали перенести лежащие в салоне открытки в милицейский автомобиль и проехать с ними для дачи объяснений в РУВД Центрального района г. Минска.

##### Акция «Я за улицу Быкова!»

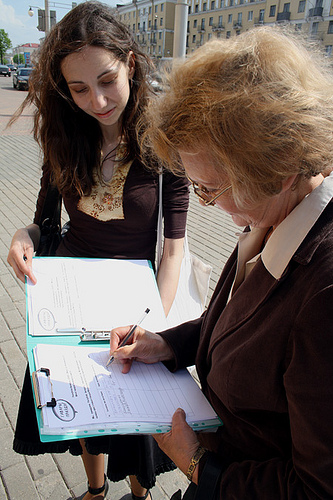
Сбор подписей за улицу имени Василя Быкова

Накануне 65-летнего юбилея победы СССР в Великой Отечественной войне кампания «Говори правду» начала акцию по увековечиванию памяти известного белорусского писателя и фронтовика Василя Быкова. Был объявлен сбор подписей за присвоение имени Быкова вновь строящейся станции метро в Минске, а также улицам в Минске и Гродно.
Сбор подписей в Минске был начат 9 мая 2010 года. Одно из предложений — переименовать в улицу Быкова минскую улицу Ульяновскую, которая находится недалеко от улицы Ленина (две улицы в честь одного человека). По утверждению организаторов, к 19 июня в Минске и других городах за увековечивание памяти Быкова в столице было собрано 65 тысяч подписей и 5 тысяч подписей к этому времени было собрано в Гродно.
За улицу Быкова в Минске подписались ряд известных в Беларуси людей: писатель Геннадий Буравкин, первый премьер-министр Беларуси Вячеслав Кебич, профсоюзный деятель Александр Бухвостов, академик Александр Войтович и многие другие.
30 июня 2010 года Гродненская городская комиссия по топонимике рекомендовала присвоить имя Василя Быкова новой улице, которая строится в текущем году.
12 июля в Мингорисполком было передано 105 тысяч подписей под требованием переименовать в честь Быкова одну из столичных улиц.
16 июля гродненские активисты кампании передали в горисполком предложения присвоить имя Василя Быкова одной из улиц или площадей Гродно и установить мемориальную доску на доме, где жил Быков. За эти предложения было собрано 7414 подписей.
21 июля на заседании Гродненского горисполкома был рассмотрен вопрос об увеличении площади действующего музея Быкова с решением выделить ему дополнительную комнату. Вопрос о наименовании улицы не рассматривался.
В Минске за собранными подписями за присвоение одной из улиц и станций метро имени Василя Быкова велась, по словам пресс-секретаря «Говори правду» Юлии Рымашевской, «самая настоящая охота». Так, 5 июля со двора дома была эвакуирована и опечатана машина, в багажнике которой лежало 30 тысяч подписей. 7 июля неизвестные обокрали квартиру, в которой хранилось 50 тысяч подписей. Кроме них, из квартиры не пропало ничего. Организаторы кампании на пресс-конференции утверждали, что все собранные подписи были отсканированы и имеются в электронном виде.

##### Региональные акции
Кроме общереспубликанских, активисты кампании инициировали также ряд местных акций. Например, в Могилёве 2 июня начался сбор подписей за реконструкцию одной из местных дорог, а 10 июня — за публикацию в местных СМИ графика приёма граждан депутатами местных Советов. Ряд акций в июне прошёл также в Бресте, Горках, Орше и других городах Беларуси.
28 июня активисты кампании провели экологическую акцию — занимались очисткой от мусора озера Светиловское в Барановичском районе Брестской области. Аналогичная акция была проведена 10 июля в Орше — с помощью горисполкома активисты кампании очистили от мусора реку Кутеенка. 28 июля была очищена от мусора территория лесопарка в Гродно. Несколько акций по очистке берегов местных водоёмов от мусора было проведено также в Брестской области.

##### Массовые обыски, изъятия и задержания
18 мая 2010 года в офисы ряда общественных организаций и квартиры активистов кампании «Говори правду» одновременно по всей стране пришли сотрудники правоохранительных органов.
Примерно в час дня журналистам стали поступать массовые звонки из разных городов о том, что милиция задерживает активистов кампании и пытается войти в квартиры для проведения обысков. В офис компании в городе Минске проникли несколько человек в штатском и приказали никому не покидать помещения. Только в Минске было задержано по разным данным от 10 до 20 человек, которых привезли в Ленинское РУВД и сообщили, что они проходят свидетелями по уголовному делу, возбуждённому по части 1 статьи 250 Уголовного кодекса Республики Беларусь «Распространение заведомо ложной информации о товарах и услугах». Обыски и задержания прошли также в Гродно, Гомеле, Могилёве, Бресте, Бобруйске, Солигорске, Слониме, Волковыске, Борисове, Белыничах и ряде других населённых пунктов. В большинстве случаев изымалась вся компьютерная техника, носители информации и печатные материалы.
Из офиса организации, по словам Некляева, не вынесли только разве что гвозди, забитые в стену.
Трое руководителей кампании — сам Владимир Некляев, главный редактор газеты «Товарищ», член центрального бюро партии «Справедливый мир» Сергей Возняк и международный координатор Объединённой гражданской партии Андрей Дмитриев были задержаны на трое суток и выпущены 21 мая без предъявления обвинения. Им сообщили, что они проходят подозреваемыми по возбуждённому МВД уголовному делу.
Всего обыскам, допросам и задержаниям подверглись 65 человек из 22 населённых пунктов.
По версии МВД Беларуси, основанием для задержания активистов и изъятия техники и документов стало уголовное дело, возбуждённое в отношение руководства издательской фирмы ООО «Диксэнд» по заявлению её владельцев, поскольку владельцы заявили о «незаконном использовании торгового названия, юридического адреса и иных данных их фирмы на печатной продукции ООО „Диксэнд“». В то же время руководители «Говори правду» Владимир Некляев и Сергей Возняк расценили обыски и задержания как необоснованные и политически мотивированные. А директор ООО «Диксэнд» Александр Болдырев сообщил белорусской редакции Радио Свобода, что ни о каком уголовном деле, связанном с его предприятием, он не знает.

##### Итоги
27 августа был подведён промежуточный итог деятельности кампании. На пресс-конференции организаторы сообщили журналистам, что за период с начала кампании было проведено около 80 акций в 33 городах и деревнях страны. В результате собрано 55 тысяч подписей под требованиями решить ряд местных проблем. Владимир Некляев заявил, что активистам удалось дойти со своими инициативами до граждан Беларуси и социальная направленность кампании помогла людям острее ощутить, что решать проблемы необходимо на глобальном уровне, в масштабах страны. Он утверждал, что ряд местных чиновников сочувственно отнёсся к кампании «Говори правду».

#### Политические кампании

##### Мониторинг выборов в местные советы депутатов
Перед началом заседания Центральной комиссии по выборам и референдумам в Республике Беларусь, посвящённого итогам местных выборов в стране, в комиссию руководством кампании «Говори правду» был передан аналитический отчёт.
Один из членов минской городской избирательной комиссии и авторов мониторинга, один из руководителей Сергей Возняк сказал:

Я считаю, что участковые избирательные комиссии на этих выборах не вели подсчёт голосов как коллегиальный орган — и это самое главное нарушение.
В отчёте отмечается, в частности, что в состав участковых избирательных комиссий было включено 93 % членов от числа поданных заявлений пропрезидентских партий и лишь 14 % — от оппозиционных. Отмечено беспрецедентное давление властей на кандидатов и активистов с целью заставить отказаться от участия в выборах. В отчёте утверждается, что оппозиционно настроенная к политике властей часть общества оказалась практически не представлена в системе местных советов.

##### Президентские выборы 2010 года
Ряд обозревателей высказали мнение о том, что кампания связана с предстоящими президентскими выборами и может стать ресурсом для выдвижения кандидата в президенты. Сам Владимир Некляев до 2 сентября отрицал предположения о том, что он будет выдвигать свою кандидатуру либо говорил, что примет решение не раньше, чем выборы будут официально объявлены.
2 сентября 2010 года в эфире радиостанции «Эхо Москвы» Некляев объявил о своём намерении баллотироваться в президенты Беларуси на ближайших выборах, а 23 сентября подал заявку на регистрацию инициативной группы по выдвижению кандидатом в президенты. Группу возглавил один из ближайших соратников Некляева по кампании «Говори правду» Андрей Дмитриев. Численность инициативной группы составила 3275 человек, за выдвижение Некляева было собрано 193 829 подписей. По официальным данным, которые Некляев и его сторонники оспаривают как сфальсифицированные, за Некляева проголосовали 1,78 % от пришедших на выборы

В день выборов, 19 декабря 2010 года Владимир Некляев был арестован и 29 декабря обвинён в организации массовых беспорядков. Помимо Некляева, были арестованы Андрей Дмитриев, Сергей Возняк, Александр Федута и Павел Виноградов. Впоследствии Дмитриев, Возняк и Федута были осуждены на условные сроки лишения свободы за организацию либо участие в акции протеста, состоявшейся вечером 19 декабря. Владимир Некляев был осужден на три года лишения свободы с отсрочкой исполнения наказания. Павел Виноградов был приговорен к лишению свободы сроком на пять лет (освобожден в соответствии с президентским Указом в сентябре 2011 года). Данные приговоры были признаны политически мотивированными рядом международных правозащитных организаций, а также США и Евросоюзом. Некляев, Возняк и Федута были признаны узниками совести.

#### Проекты

##### Сто лиц безработицы

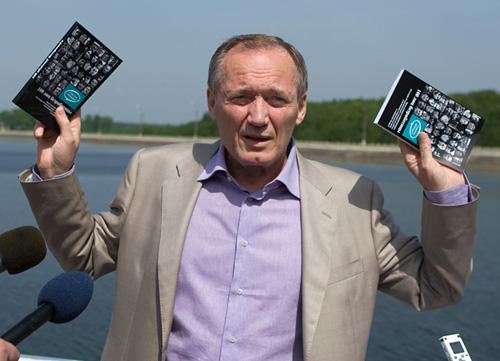
Презентация книги «Сто лиц безработицы»

2 июня на Заславском водохранилище под Минском руководители кампании презентовали сборник «100 лиц безработицы», посвящённый проблеме занятости в Беларуси. В сборнике излагаются истории 100 человек, которые длительное время не могут найти работу. Среди них как известные в стране люди, так и простые граждане Беларуси. Владимир Некляев сказал, что инициаторы кампании «Говори правду» поддерживают программу кандидата в президенты Беларуси от Объединённой гражданской партии Ярослава Романчука «Миллион новых рабочих мест для Беларуси».

### 2011—2012 годы
В 2011 году активисты «Говори правду» вернулись к общественно-политической деятельности. Основой её стала идея «нового большинства», согласно которой примерно 60 процентов избирателей не поддерживает ни власть, ни оппозицию, и интересы этой части населения никто не представляет. Новая форма сотрудничества между гражданами и активистами кампании по представлению интересов первых перед властными структурами — «гражданский договор».

#### Обсуждение проектаКитайско-белорусского индустриального парка
Наиболее известной акцией в 2012 году стала борьба за права жителей Смолевичского района Минской области и членов дачных товариществ в ходе обсуждения проекта строительства Китайско-белорусского индустриального парка. В ходе обсуждения этого проекта активисты кампании подвергались преследованиям и арестам.

#### Парламентские выборы
На выборах в Палату представителей Республики Беларусь кампания «Говори правду» выдвинула 25 претендентов на депутатские места по всей стране, в поддержку которых было собрано примерно 40 тысяч подписей. 22 августа Центральная избирательная комиссия зарегистрировала в качестве кандидатов только половину из них.
С 8-го по 22 сентября кампания проводила тематические пикеты в поддержку кандидатов. Так, 12 сентября в Минске пикет в поддержку Татьяны Короткевич прошёл в форме дебатов между лидером «Говори правду» Владимиром Некляевым и философом Владимиром Мацкевичем, а 13 сентября на пикете возле минского Комаровского рынка прохожим предлагалось среди 110 фотографий депутатов нижней палаты парламента отыскать того, кто был избран в их округе на парламентских выборах 2008 года. 14 сентября по всей стране состоялись пикеты под общим названием «Ищем правду», а 15 сентября в Бресте кандидаты в депутаты Анна Канюс и Игорь Масловский, поддерживаемые кампанией «Говори правду!», провели тематический предвыборный пикет «Шаг в Европу». 22 сентября в Минске прошёл заключительный пикет всех кандидатов от «Говори правду».
Кроме того, «Говори правду» приняла участие в кампании бойкота парламентских выборов в 101-м минском избирательном округе. Активисты молодёжной организации «Говори правду» «Zмена» 17 и 18 сентября провели пикеты в поддержку бойкота парламентских выборов. Участники пикета 18 сентября были задержаны и впоследствии приговорены к штрафам и административным арестам.
По результатам выборов ни один из кандидатов от «Говори правду» не был избран депутатом парламента. Вечером 23 сентября, после закрытия избирательных участков, лидер кампании Владимир Некляев заявил, что «кандидаты в депутаты в регионах, которые блестяще провели кампанию, несмотря на давление с двух сторон, со стороны власти и со стороны сторонников бойкота, уже стали региональными лидерами».

### 2013 год

#### «Народный референдум»
20 мая 2013 года лидерами «Говори правду» в союзе с Движением «За свободу» и партией БНФ был анонсирован «Народный референдум» по важным для страны вопросам. Шесть вопросов, выносимых для поддержки путём сбора подписей, были объявлены в декабре 2013 года:
1. Согласны ли вы, что в государственных учреждениях образования и здравоохранения все услуги гражданам Беларуси должны оказываться бесплатно?
2. Согласны ли вы, что руководители исполкомов городов, районов, областей должны выбираться прямым голосованием граждан?
3. Поддерживаете ли вы курс на экономическую интеграцию, ассоциацию и создание безвизового пространства с Европейским Союзом?
4. Согласны ли вы, что для обеспечения нейтрального статуса Беларуси в стране должно быть запрещено размещение зарубежных военных объектов, ядерного оружия, а белорусские военные не должны нести службу за границей?
5. Согласны ли вы, что один и тот же человек не может занимать должность президента более двух сроков?
6. Согласны ли вы, что деньги, полученные от запланированной правительством приватизации, в первую очередь должны пойти на компенсацию вкладов, потерянных во время девальвации 2011 года, и создание рабочих мест?

.В следующем, 2014 году, в поддержку «Народного референдума» было собрано, по утверждению организаторов, около 70 тысяч подписей.

#### Другие инициативы
5 августа 2013 года «Говори правду» выступила с инициативой обязать сотрудников милиции работать только в форменной одежде. Соответствующее обращение было направлено Палате представителей, Совету министров и общественному совету при Министерстве внутренних дел. По словам представителей кампании, поводом для обращения стало то, что «широко известны случаи, когда лица в гражданской одежде задерживают общественных активистов и незаконно составляют в отношении них административные протоколы, а сотрудники милиции в гражданской одежде, не представившись по форме, проводят запись массовых мероприятий на видео».
12 декабря «Говори правду» объявила о начале акции «Вместе против обдираловки», цель которой — увеличить общественное давление на власть, чтобы она «перестала латать бюджетные дыры деньгами населения». Начало акции было приурочено к рассмотрению в Палате представителей государственного бюджета на 2014 год и принятию в первом чтении законопроекта, вводящего государственную пошлину за выдачу разрешения на допуск транспортного средства к участию в дорожном движении. Комментируя акцию «Вместе против обдираловки», лидер кампании Владимир Некляев заявил, что «нынешняя экономическая модель убыточна, но за свои ошибки руководство страны заставляет расплачиваться простых граждан, вводя всё новые поборы».
В канун Нового года 26 декабря представители кампании «Говори правду» передали в Палату представителей обращения к каждому из депутатов, попросив их ответить на три вопроса «для информирования избирателей, интересы которых они представляют и защищают в высшем законодательном органе страны». Депутатам были заданы следующие вопросы: 1) Как известно, Палата представителей приняла во втором чтении законопроект, вводящий государственную пошлину за выдачу разрешения на допуск транспортного средства к участию в дорожном движении. Просим сообщить, как лично вы голосовали по данному вопросу? 2) Начиная с 2011 года белорусская экономика находится в тяжёлом состоянии — какие инициативы для развития белорусской экономики вы предлагали? 3) Палата представителей одобрила бюджет Республики Беларусь на 2014 год — как вы относитесь к выделению 15 млрд рублей на сайт президента, почему поддержали рост расходов на силовой блок, одобрив при этом фактическое сокращение (с учётом инфляции) расходов на здравоохранение и образование?. В январе — феврале 2014 года были получены ответы на обращения, причём из 107 депутатов Палаты представителей ответило только трое.

### 2014 год

#### Выборы в местные Советы депутатов
На выборах в местные Советы депутатов Республики Беларусь кампания «Говори правду» выдвинула 487 претендентов, из которых 107 были зарегистрированы кандидатами в депутаты. Масштабные предвыборные пикеты кандидатов от «Говори правду» проводились в Минске, Бресте, Орше, Рогачёве, Микашевичах. Активисты «Говори правду» также приняли участие в кампании по наблюдению за выборами «Право выбора».
По результатам выборов в местные советы представители кампании «Говори правду» Жанна Франкова и Анатолий Гоцман стали депутатами сельских советов в Оршанском районе.

#### Круглые столы
В связи с аннексией Крыма Россией «Говори правду» в апреле — сентябре 2014 года провела серию круглых столов с участием белорусских независимых экспертов и общественно — политических активистов. Первый круглый стол, состоявшийся 2 апреля, назывался «Что гарантирует белорусскую независимость», в качестве экспертов на нём выступали политический аналитик Александр Класковский и политолог Юрий Чаусов. Энергетическая безопасность Беларуси, в том числе и строительство Белорусской АЭС, была темой круглого стола, проводившегося 24 апреля. Круглый стол, состоявшийся 14 мая, был посвящён белорусской национальной и государственной символике, а круглый стол, проводившийся 3 сентября — обсуждению нового проекта закона по борьбе с коррупцией.

#### Инициативы по решению местных проблем
Основным направлением деятельности региональных активистов «Говори правду» стало проведение кампаний по улучшению состояния дорог и дворовых территорий, повышению качества жилищно-коммунальных услуг, повышению доступности детских садов, школ и учреждений здравоохранения. Так, в первом полугодии активисты из Бреста проводили кампанию «Тысяча и одна ямка», направленную на улучшение качества дорожного покрытия на улицах города, а 8 июня 2014 года активисты объявили о начале более масштабной кампании «За лучший Брест», охватывающей, помимо решения социально — бытовых проблем, и улучшение качества окружающей среды. Кампания, направленная на благоустройство города и повышение качества услуг ЖКХ, проводилась и активистами «Говори правду» из Микашевичей.

#### Акция «Поддержим детейвойны»
2 июля 2014 года, в канун Дня независимости Беларуси, «Говори правду» объявила о начале национальной акции «Поддержим детей войны». По информации «Говори правду», в Беларуси проживает 950 тысяч «детей войны» в возрасте 70 лет и старше, которые не подпадают под указ президента об оказании единовременной материальной помощи к 70-летию освобождения страны от немецко-фашистских захватчиков, «так как их правовой статус не установлен законом „О ветеранах“, принятым ещё в 1992 году». В связи с этим лидер кампании Владимир Некляев обратился в Палату представителей и Совет министров с просьбой «восстановить, наконец, справедливость» в отношении поколения «детей войны» и официально утвердить их правовой статус, «как это сделано в некоторых республиках бывшего СССР».Кроме того, кампания разослала поздравительные письма «детям войны», которые поддерживали «Говори правду» последние четыре года. Также планируется подготовить книгу воспоминаний к юбилейному Дню Победы.

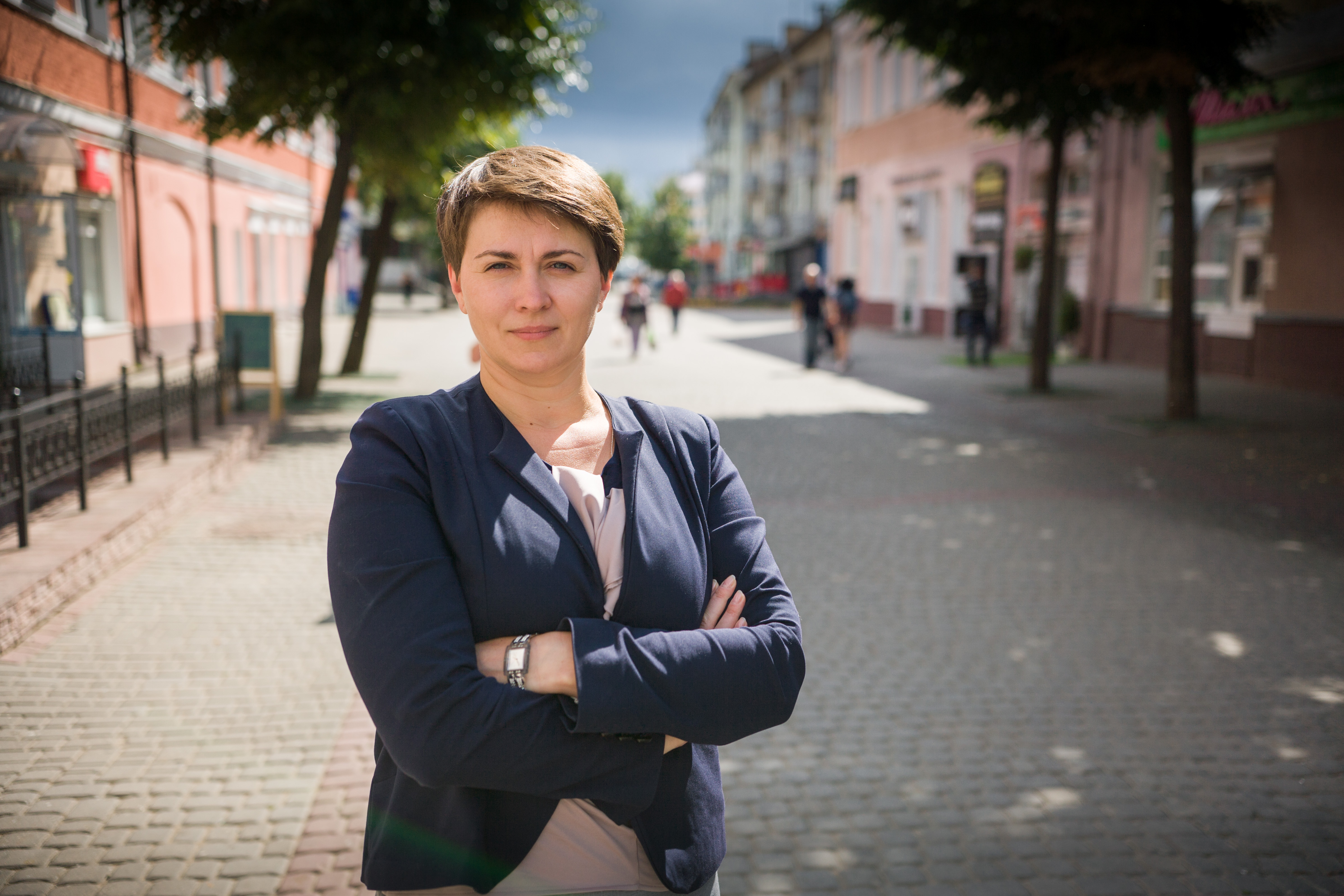
Татьяна Короткевич

#### Иная деятельность
16 октября 2014 года кампания выступила с заявлением по поводу предполагаемого размещения российской военной базы под Бобруйском в 2016 году. В заявлении говорится, что «в случае если конфликт Российской Федерации и стран Европейского союза, США будет нарастать, новые базы одной из сторон делают Беларусь автоматически её союзником и целью для другой, не позволяя реализовать мирный потенциал Беларуси», в связи с чем «Говори правду» «последовательно выступает за реализацию на практике концепции „ответственного соседства“, в основе которой лежит принцип многовекторного развития Беларуси и равноправных, мирных отношений с нашими внешними соседями».

### 2015 год

#### Уход Владимира Некляева
8 апреля 2015 года Владимир Некляев заявил о своём уходе из кампании «Говори правду». Причиной ухода он назвал неспособность оппозиции выдвинуть единого кандидата и определить совместную программу на предстоящих президентских выборах. 28 мая новым руководителем кампании избран Андрей Дмитриев.

#### Президентские выборы
Активист кампании «Говори правду» Татьяна Короткевич была выдвинута кандидатом в президенты на выборах 2015 года. Избирательная кампания проходила под лозунгом «Мирные перемены — только ТаК!».
По данным Центральной комиссии Республики Беларусь по выборам и проведению республиканских референдумов, на президентских выборах 11 октября 2015 года за Татьяну Короткевич проголосовали 271426 избирателей, что составило 4,4 % от общего числа людей, принявших участие в выборах. Таким образом, по официальным данным Татьяна Короткевич заняла второе место после действующего президента Александра Лукашенко.

### 2016 год

#### Парламентские выборы 2016 года
Активисты и члены «Говори правду», в том числе руководители Андрей Дмитриев и Татьяна Короткевич, принимали участие в парламентских выборах 2016 года в качестве кандидатов в депутаты. Также кампания осуществляла наблюдение за выборами, в частности, по Октябрьскому избирательному округу № 97, где баллотировалась Татьяна Короткевич. Наблюдателями были зафиксированы многочисленные нарушения, а депутатом в округе стала член оппозиционной ОГП Анна Канопацкая.

#### Форум «Говори правду»
12 ноября в Минске состоялся Форум «Говори правду», на который съехались участники со всей Беларуси. Были подведены итоги работы за шесть лет, определены планы на ближайшие четыре года (в первую очередь это — участие во всех политических кампаниях, создание организаций на уровне районов). Участники мероприятия поддержали преобразование «Говори правду» в политическую партию в перспективе. Также участники Форума имели возможность высказаться о личных проблемах и актуальных проблемах в стране,

### 2017 год

#### Официальная регистрация
15 мая 2017 года Министерство юстиции Беларуси зарегистрировало Республиканское исследовательско-просветительское общественное объединение «Говори правду» (сокращённое название — РИПОО «Говори правду»). Руководителями организации стали Татьяна Короткевич и Андрей Дмитриев.
Регистрация организации состоялась с седьмой попытки. Впервые Министерство юстиции отказало в регистрации республиканского общественного объединения «Говори правду» после прошедших в декабре 2010 года президентских выборов. Дальнейшие попытки регистрации также блокировались белорусскими властями. В частности, 7 августа 2013 года Верховный суд не удовлетворил жалобу представителей кампании «Говори правду!» на отказ Министерства юстиции в регистрации общественного объединения.

#### Кампания «Робім разам»
Весной 2017 года было объявлено о начале кампании «Робім разам» — акций по решению локальных проблем, во время которых члены и активисты «Говори правду», местные жители и местные власти действуют по возможности сообща. На протяжении 2017—2019 годов по всей стране прошли более трёх десятков локальных кампаний. В частности, удалось добиться асфальтирования улиц в Бресте, ремонта дорожного покрытия во дворах по улице Гагарина в Полоцке, снижения оплаты за проживание в некоторых общежитиях Минска, приобретения современного автомобиля скорой помощи для Октябрьского района (Гомельская область), полноценного увековечения памяти актёра Ефима Копеляна в Речице. Также в рамках кампании «Робім разам» были проведены семейно-спортивные праздники в Минске и Могилёве.

#### «Диалог на равных»
С середины 2017-го «Говори правду» организует «диалоги на равных» — встречи с белорусскими и зарубежными экспертами, политиками, общественными деятелями. Данные встречи открыты для всех желающие. Их участники могут свободно задавать вопросы выступающему, обмениваться с ним мнениями. В частности, на протяжении 2017—2018 годов в офисе «Говори правду» состоялись встречи с политологом Валерием Карбалевичем, политиком и общественным деятелем Александром Милинкевичем, главой представительства Европейского Союза в Беларуси Андреа Викторин, послом Франции в Беларуси Дидье Канессом, с депутатом шведского парламента, главой рабочей группы ПА ОБСЕ по Беларуси Кристианом Хольмом.

### 2018 год

#### Выборы в местные Советы депутатов
24 октября 2017 года команда «Говори правду» объявила о старте своей избирательной кампании и открыла республиканский список кандидатов для присоединения всех, кто хочет добиваться мирных перемен в Беларуси. Глава избирательного штаба Сергей Возняк отметил, что «Говори правду» всегда выступала против бойкота и принимала участие во всех избирательных кампаниях, поскольку на сегодня это практически единственный мирный способ добиться перемен. Сам Сергей Возняк, а также руководители «Говори правду» Татьяна Короткевич и Андрей Дмитриев выдвигались в качестве кандидатов. Всего «Говори правду» было выдвинуто 169 кандидатов в депутаты местных советов разных уровней, за их выдвижение было собрано более 15 тысяч подписей. В результате ни один из них не стал депутатом. По мнению руководителей «Говори правду» местные советы остались «закрытыми клубами начальников». В то же время, по мнению Татьяны Короткевич и Андрея Дмитриева, 169 кандидатов в депутаты — это «крайне мало, что даёт власти возможность не замечать оппозицию».

#### Форумы Регионального Развития
После проведения Форума «Говори правду» в ноябре 2016 года возникла идея проводить «малые» форумы в каждом регионе Беларуси. Цели таких мероприятий — обсуждение проблем, характерных для конкретного региона, выработка способов их решений, предложений для местной власти, а также привлечение новых сторонников. На Форумах выступают эксперты из различных сфер (экономика, предпринимательство, образование, самоуправление, общественная деятельность и т. д.), а участники имеют возможность задать им вопросы, выступить со своими предложениями. Первые Форумы Регионального Развития состоялись ещё в ноябре 2017 года в Витебске и в Гомеле.
В 2018 году состоялись четыре Форума Регионального развития: 11 ноября — в Бобруйске (тема — как «спасти» большой город со «старой» убыточной промышленностью), 17 ноября — в Бресте (тема — развитие местного самоуправления), 24 ноября — в Гродно (тема — развитие туризма), 9 декабря — в Минске (тема — развитие малых городов Минской области). Форумы собирали от 60 до 150 участников. Среди выступающих были, в частности, депутат Мозырьского районного совета Николай Гайдуков (Форум в Бобруйске), представитель Гродненского филиала Парка высоких технологий (Форум в Гродно), депутат Палаты представителей Ольга Попко (Форум в Минске)
В ноябре 2019 года состоялись Форумы Регионального Развития в Минске (тема — развитие региональной медицины) и Гродно (тема — социальное предпринимательство).

#### Школа ответственного собственника
В 2018 году «Говори правду» совместно с «Фондом имени Льва Сапеги» стала проводить серию интерактивных семинаров под общим названием «Школа ответственного собственника». Целевая аудитория — главы товариществ собственников жилья (ТСЖ), комитетов территориального общественного самоуправления (КОТОС), активисты местного самоуправления, собственники жилья, желающие создать у себя товарищество и повысить уровень юридической грамотности в вопросах ЖКХ.
На семинарах рассказывается, как создаётся и функционирует ТСЖ, как они могут взаимодействовать с ЖЭСами и ЖЭУ, как формируется плата за услуги ЖКХ и как принимаются решения общими собраниями собственников и как ТСЖ могут эффективно распоряжаться общей собственностью. Кроме того, участникам разъясняется, как жильцы могут общаться через мессенджеры и социальные сети как для решения общих проблем, так и для организации праздников, субботников, спортивных мероприятий. Также говорилось о роли местного самоуправления и его положении в Беларуси.
Первый семинар в рамках «Школы ответственного собственника» состоялся в Минске 28-29 апреля 2018 года. Следующий — 3-4 августа в Бобруйске. Он собрал не только местных жителей, но и участников из Минска, Мозыря, Орши и Жлобина. В качестве выступающих в семинаре приняли участие заместитель председателя Бобруйского горсовета Вера Широкая и депутат Мозырского райсовета Николай Гайдуков. В апреле 2019 года «Школа ответственного собственника» состоялась в Речице. Каждый интерактивный семинар собирал от 30 до 40 участников.

### 2019—2020 годы

#### Парламентские выборы
Члены и сторонники «Говори правду» приняли активное участие в избирательной кампании. В территориальные и окружные избирательные комиссии организацией было выдвинуто 36 человек. Ни один из них не был включён в состав комиссий.
Также членами и сторонниками «Говори правду» было зарегистрировано 42 инициативных группы по выдвижению кандидатов в депутаты. Из них подали документы на регистрацию в избиркомы 25 представителей организации, из которых было зарегистрировано 14 кандидатов в депутаты. Всего за выдвижение кандидатами представителей «Говори правду» было собрано более 30 тысяч подписей. По словам лидера организации Андрея Дмитриева, во время сбора подписи люди были больше всего недовольны несправедливым отношением к себе, двойными стандартами по отношению к жителям Минска и жителям регионов.
Помимо Андрея Дмитриева, зарегистрированного кандидатом в депутаты по Дзержинскому избирательному округу № 71 (Дзержинский и Узденский районы Минской области) кандидаты — представители «Говори правду» были зарегистрированы, в частности, в Бресте (Александр Пась), Гомеле (Юлия Ганисевская), Столбцовском районе (Николай Лысенков), Лепельском районе (Егор Левачёв), Речицком районе (Татьяна Ласица), Хойникском районе (Сергей Линкевич). В Минске кандидатами стали Евгений Макаров и Евгений Караулов, активист Молодёжного блока. В результате депутатом не был избран ни один представитель «Говори правду».
По результатам парламентских выборов руководством «Говори правду» было принято заявление, в котором говорится, что «результаты выборов не соответствуют волеизъявлению граждан и являются несправедливыми в отношении большей части общества, у которой украли право быть представленными в парламенте». Политическая же система Беларуси «сделала очевидный откат в прошлое, как минимум, в 2012 год, когда в Палате представителей Национального собрания не было ни одного депутата, представляющего альтернативную точку зрения и выражающего интересы миллионов избирателей, выступающих за перемены в стране».

#### Президентские выборы
Лидер «Говори правду» Андрей Дмитриев был выдвинут кандидатом в президенты. 20 мая 2020 года Центризбирком Беларуси зарегистрировал его инициативную группу, в которую вошли 2399 человек. Эта группа стала третьей по численности после инициативных групп Александра Лукашенко и Виктора Бабарико.
На этапе сбора подписей, необходимых для регистрации кандидатом, практиковался метод сбора по системе «доставка пиццы»: желающий подписаться оставлял заявку на специальном сайте, а член инициативной группы договаривался с ним о встрече и выезжал с подписным листом в назначенное место и время. Всего за выдвижение Андрея Дмитриева было собрано более 105 тысяч подписей.
По данным ЦИК, Андрей Дмитриев получил 1,21 % голосов избирателей. Штаб кандидата не признал итоги выборов. Был подан соответствующий иск в Верховный суд Республики Беларусь.
В 2021 в возглавляемом Дмитриевым объединении «Говори правду» прошли обыски, после которых счета организации заблокировали, а офис — опечатали. 12 августа 2021 года Дмитриев был кратковременно задержан.

## Ликвидация и переформатирование
8 октября 2021 года Верховный суд Республики Беларусь вынес решение по иску Министерства юстиции о ликвидации РИПОО «Говори правду». 19 декабря 2021 года прошло заседание республиканского съезда «Говори правду». Делегаты приняли решение о ликвидации организации к 15 марта 2022 года. По поводу ликвидации на съезде высказался лидер «Говори правду» Андрей Дмитриев: «Регистрации больше нет, но команда есть и все решили, что останавливаться нельзя. Поэтому мы провели второй съезд — про будущее».
Одновременно решением республиканского съезда был создан оргкомитет организации-преемника. Её рабочее название — «Робім разам» (рус. Делаем вместе). Учредительный съезд был запланирован на март 2022 года, однако сведений о его проведении на середину 2024 года нет.
13 января 2023 года Андрей Дмитриев задержан по подозрению в совершении преступления, предусмотренного ст.342 (организация и подготовка действий, грубо нарушающих общественный порядок, либо активное участие в них) Уголовного кодекса Республики Беларусь. Ему было инкриминировано участие в акциях протеста в августе-сентябре 2020 года. В апреле 2023 года Андрей Дмитриев был приговорен к 1,5 годам колонии общего режима.

## Мнения о «Говори правду!»
В конце сентября 2010 года Белорусское телевидение показало 20-минутную передачу, в которой утверждалось, что кампания «Говори правду» занимается отмыванием денег и нецелевым расходованием средств, которые иностранные фонды выделяют с целью демократизации белорусского общества. В качестве примеров отмывания денег в сюжете показаны отчёты о расходовании средств кампании, в которых фигурировали такие статьи как: подготовка машины к техосмотру, услуги психолога, услуги флориста, поездки в Вильнюс, на каждую из которых списано более 1000 долларов США. На следующий день на сайте «Говори правду» появилось видеообращение, в котором один из руководителей кампании «Говори правду» Андрей Дмитриев отрицает озвученные БТ обвинения, называя комментарии к фактам в передаче «соединением маразма и воспалённой фантазии». Дмитриев обращает внимание на анонимность передачи, у которой «нет ни автора, ни режиссёра».
В ряде независимых интернет-изданий (в частности, в «Солидарности», «Белорусском партизане» и других) высказывались и обсуждались предположения, что кампания Некляева финансируется российскими спонсорами. Посол России в Беларуси Александр Суриков заявил по этому поводу, что российское правительство не занимается финансированием белорусской оппозиции.
Известная белорусская писательница, журналистка, лауреат Нобелевской премии по литературе Светлана Алексиевич считала одну из руководителей «Говори правду» Татьяну Короткевич «одной из самых ярких женщин в политике», которую «власть не пропускает, тем не менее она набирает капитал».
Кандидат философских наук, бывший директор Информационно-аналитического центра НИИ ТПГУ Академии управления при Президенте Беларуси Юрий Баранчик отметил принципиальную новизну кампании и удачно найденную идеологическую основу. По мнению Баранчика, это «первый после 1994 года белорусский политический проект» — в том смысле, что он финансируется не внешними по отношению к Беларуси силами, а белорусами, проживающими в России. Баранчик считает, что этот новый тип оппозиции в Беларуси имеет большое будущее, в отличие от националистов.
Технологичность и креативность кампании отмечал политолог Валерий Карбалевич.

## Участие в выборах

### Президентские выборы
| Выборы | Кол-во голосов | %    | Место   | Кандидат           | Опередили                               |
| ------ | -------------- | ---- | ------- | ------------------ | --------------------------------------- |
| 2010   | 114 581        | 1,78 | 5 из 10 | Владимир Некляев   | Лукашенко, Санников, Романчук, Костусёв |
| 2015   | 271 426        | 4,44 | 2 из 4  | Татьяна Короткевич | Лукашенко                               |
| 2020   | 70 671         | 1,21 | 4 из 5  | Андрей Дмитриев    | Лукашенко, Тихановская, Канопацкая      |

## Фото и видео
- Фотогалерея на Flickr
- Пресс-конференция инициаторов кампании 25 февраля 2010 года.
- Канал на YouTube